# Christopher Lovelock
Christopher Lovelock (Saltash, 12 juli 1940 – 24 februari 2008) was een Brits marketeer. Hij is voornamelijk bekend geworden door zijn werk voor de dienstenmarketing, maar hij is ook schrijver, professor en consultant. Ook verkreeg hij bekendheid door zijn case studies.
Lovelock verkreeg zijn PhD (Doctor of Philosophy) op de Stanford-universiteit, voor zijn proefschrift “Marketing Public Transportation”. Eerder rondde hij zijn opleiding Master of Business Administration af op de Harvard-universiteit, na zijn komst naar de Verenigde Staten in 1967. Verder voltooide Lovelock een Masteropleiding in Economie en een Bachelor of Arts in Communicatie op de Universiteit van Edinburgh.
Als professor werkte Lovelock voornamelijk op de Harvard Business School (VS), zo'n 11 jaar lang. Ook gaf hij les op onder andere de Universiteit van Californië, de Stanford-universiteit en de Massachusetts Institute of Technology-school. Tevens werkte hij in andere landen, waaronder Zwitserland, Frankrijk en Australië. In totaal heeft Lovelock in zo'n 30 landen lesgegeven.
Naast zijn werk als professor was Lovelock ook schrijver van verscheidene boeken en artikelen. Zijn bekendste werk, "Services Marketing: People, Technology, Strategy" samen geschreven met Jochen Wirtz, is vertaald in vele talen, waaronder het Nederlands. Andere bekende werken zijn "Product Plus", "Marketing Challenges" en "Public and Nonprofit Marketing".

## Prijzen
Tijdens zijn loopbaan heeft Lovelock de volgende prijzen ontvangen.
| Jaar | Prijs                                                | Werk                                                           | Opmerkingen                      |
| ---- | ---------------------------------------------------- | -------------------------------------------------------------- | -------------------------------- |
| 1984 | Alpha Kappa Psi Award                                | "Classifying Services to Gain Strategic Marketing Insights."   |                                  |
| 1993 | ECCH European Case of the Year Award                 | "Federal Express: Quality Improvement Program."                |                                  |
| 1995 | American Marketing Association Award                 | "Career Contributions to the Services Discipline."             |                                  |
| 1995 | ECCH European Case of the Year Award                 | "Singapore Airlines: Using Technology for Service Excellence." | Gedeeld met Sandra Vandermerwe   |
| 1997 | European Foundation for Management Development Award | "First Direct: Branchless Banking."                            | Gedeeld met Jean-Claude Larréché |
| 2000 | Business Week / ECCH European Case of the Year Award | "First Direct: Branchless Banking."                            | Gedeeld met Jean-Claude Larréché |